# Bundesautobahn 683
Die Bundesautobahn 683 (Abkürzung: BAB 683) – Kurzform: Autobahn 683 (Abkürzung: A 683) – wurde von 1974 bis 1979 gebaut und führte vom Autobahndreieck Dieburg (A 680) über Münster nach Rodgau-Hainhausen. Dort endete die Autobahn und wurde als B 45 weiter nach Hanau geführt. Wenige Kilometer nach dem Ende der Autobahn bestand eine Verknüpfung zur A 3 an der Anschlussstelle Hanau.
In den 1980er Jahren wurde die Autobahn zur Bundesstraße abgestuft und ist nun Teil der B 45. Die alte Trasse der B 45 zwischen Dieburg und Hainhausen wurde ebenfalls abgestuft. Somit endete die dichte parallele Führung zweier Fernverkehrsstraßen, die Ortsdurchfahrten konnten verkehrsberuhigt werden.
Bei der Umwidmung wurden lediglich die blauen Wegbeschilderungen durch gelbe ersetzt. Die blaue Kilometrierung und die autobahnmäßige Ausstattung mit Parkplätzen, Seitenstreifen und großzügigen Kurvenradien blieb erhalten. Von jeher eng waren die Kurven bei Eppertshausen und Rodgau-Dudenhofen, bei ersterer wurde die Höchstgeschwindigkeit auf 100 km/h beschränkt.
In den späten 1990er Jahren wurde der vierspurige Ausbau der Schnellstraße nach Norden über das Ende bei Hainhausen weitergeführt. Die Anbindung an die A 3 wurde mit direkten Verbindungen ergänzt, die alten Kreisverkehre abgeschafft. Somit besteht heute eine durchgängige autobahnähnliche Verbindung Darmstadt – Dieburg – Hanau – Schlüchtern – Flieden – Fulda.
Die ehemalige A 683 wird heute ab Dieburg bis Hanau-Steinheim als B 45 bezeichnet (wie oben beschrieben). Der weitere Verlauf der Strecke ab Hanau-Steinheim bis zum Hanauer Kreuz wird hingegen als B 43a bezeichnet.